# Dżisr asz-Szughur (dystrykt)
Dżisr asz-Szughur – jedna z 5 jednostek administracyjnych drugiego rzędu (dystrykt) muhafazy Idlib w Syrii.
W 2004 roku dystrykt zamieszkiwało 150 193 osób.
Dystrykt jest dodatkowo podzielony na cztery poddystrykty:
- Dżisr asz-Szughur
- Badama
- Darkusz
- Al-Dżanudijja